# バーチャルビルディング
バーチャルビルディングとは、グラフィソフト社の登録商標で、「ビルディングインフォメーションモデリング」とも呼ばれる。基本的には「BIM」と同意だが、グラフィソフト社の登録商標なので、同社の製品にのみ使用されている。